# LunchMoney Lewis
LunchMoney Lewis, pseudonimo di Gamal Kosh Lewis (Miami, 11 gennaio 1988), è un cantautore, rapper e paroliere statunitense.
È conosciuto principalmente per il singolo Bills del 2015, che ha avuto notevole successo in Regno Unito, Australia e Nuova Zelanda.

## Biografia
Lewis è nato a Miami, in Florida. Suo padre, Ian Lewis, e suo zio, Roger Lewis, sono entrambi membri del gruppo reggae Inner Circle e hanno uno studio di registrazione, Circle House, nel quale hanno registrato artisti come Flo Rida e Lil Wayne. Da adolescente gli venne dato il soprannome "LunchMoney" e si è avviato nella carriera musicale come autore da Salaam Remi.
Lewis ha iniziato lavorando con Dr. Luke come produttore e ha avuto successo come rapper dopo aver collaborato alla canzone Trini Dem Girls di Nicki Minaj, presente nell'album The Pinkprint del 2014. Ha anche contribuito alla scrittura del singolo Burnin' Up di Jessie J, dall'album Sweet Talker e anche al singolo Bo$$ delle Fifth Harmony dall'album Reflection.
Nel 2015 è stato pubblicato il suo primo singolo da solista, Bills, che ha raggiunto la seconda posizione nella classifica britannica Official Singles Chart e la posizione numero uno della classifica australiana ARIA Charts. Nell'aprile del 2015, Lewis ha pubblicato un brano di stampo garage rock-funk intitolato Real Thing, incluso nell'EP Bills.
Dopo il successo di Bills, pubblica nell'agosto 2015 il singolo Whip It!, realizzato in collaborazione con Chloe Angelides. Viene poi diffuso un altro singolo dal titolo Ain't Too Cool nel mese di dicembre. Ain't Too Cool è presente inoltre nel videogioco Madden NFL 16.
Nel 2016 collabora con Yo Gotti (Lifestyle), Meghan Trainor (I Love Me) e Pitbull (Greenlight).
Nel 2017 è al lavoro con Maroon 5 (Who I Am) e scrive brani per Zara Larsson (So Good), Jason Derulo (Swalla). Nel 2018 è coautore del brano di Liam Payne feat. J Balvin Familiar. Nel 2018 pubblica il singolo da solista Who's Up, mentre nel 2019 realizza dei brani in collaborazione con City Girls (Pony) e Doja Cat (Make The Cake). Nel 2020 pubblica il singolo Cheat. Nel 2021 collabora con Meghan Trainor nel singolo Ocean.

## Discografia

### Extended play
- 2015 – Bills
- 2020 – Songs in the Key of Quarantine

### Singoli

#### Come artista principale
- 2015 – Bills
- 2015 – Whip It! (feat. Chloe Angelides)
- 2015 – Ain't Too Cool
- 2016 – H.O.E. (Heaven On Earth) (feat. Ty Dolla Sign)
- 2017 – Donald
- 2018 – Who's Up?
- 2019 – Make That Cake (feat. Doja Cat)
- 2019 – Pony (feat. City Girls)
- 2020 – Cheat
- 2021 – Money Dance
- 2021 – Ocean (feat. Meghan Trainor)

#### Come artista ospite
- 2016 – Greenlight (Pitbull feat. Flo Rida e LunchMoney Lewis)
- 2016 – Money Maker (Throttle feat. LunchMoney Lewis e Aston Merrygold)
- 2017 – What Happened to Love (Wyclef Jean feat. LunchMoney Lewis e The Knocks)
- 2017 – All Night (Big Boi feat. LunchMoney Lewis)
- 2017 – Give Love (Andy Grammer feat. LunchMoney Lewis)
- 2018 – Ridiculous (Kyrie Irving feat. LunchMoney Lewis)

### Altre canzoni
- 2015 – Trini Dem Girls (Nicki Minaj feat. LunchMoney Lewis)
- 2015 – Mama

## Canzoni scritte per altri artisti
| Anno | Titolo                           | Artista                                         | Album                                       |
| ---- | -------------------------------- | ----------------------------------------------- | ------------------------------------------- |
| 2013 | Scholarship                      | Juicy J feat. ASAP Rocky                        | Stay Trippy                                 |
| 2014 | Boss                             | Fifth Harmony                                   | Reflection                                  |
| 2014 | Burnin' Up                       | Jessie J feat. 2 Chainz                         | Sweet Talker                                |
| 2014 | Stand Up                         | Chris Webby                                     | Chemically Imbalanced                       |
| 2015 | Jackie (B.M.F.)                  | Ciara                                           | Jackie                                      |
| 2015 | Lullaby                          | Ciara                                           | Jackie                                      |
| 2015 | Give Me Love                     | Ciara                                           | Jackie                                      |
| 2015 | First Time                       | Icona Pop                                       | Emergency EP                                |
| 2015 | Break a Sweat                    | Becky G                                         | /                                           |
| 2015 | Not Too Young                    | Sabina Ddumba                                   | Homeward Bound                              |
| 2015 | Make Up                          | R. City feat. Chloe Angelides                   | What Dreams Are Made Of                     |
| 2015 | End of the Day                   | One Direction                                   | Made in the A.M.                            |
| 2015 | Marching Band                    | R. Kelly feat. Juicy J                          | The Buffet                                  |
| 2016 | Ain't Your Mama                  | Jennifer Lopez                                  | /                                           |
| 2016 | Watch Me Do                      | Meghan Trainor                                  | Thank You                                   |
| 2016 | I Love Me (con LunchMoney Lewis) | Meghan Trainor                                  | Thank You                                   |
| 2016 | I Won't Let You Down             | Meghan Trainor                                  | Thank You                                   |
| 2016 | Goosebumps                       | Meghan Trainor                                  | Thank You                                   |
| 2016 | Greenlight                       | Pitbull feat. Flo Rida e LunchMoney Lewis       | Climate Change                              |
| 2017 | Be the 1                         | Ricky Reed                                      | /                                           |
| 2017 | So Good                          | Zara Larsson feat. Ty Dolla Sign                | So Good                                     |
| 2017 | Swalla                           | Jason Derulo feat. Nicki Minaj e Ty Dolla Sign  | /                                           |
| 2017 | Under Your Skin                  | SeeB e R. City                                  | /                                           |
| 2017 | Todo cambío                      | Becky G                                         | /                                           |
| 2017 | Priceless                        | Trey Songz                                      | Tremaine                                    |
| 2017 | Give Love                        | Andy Grammer feat. LunchMoney Lewis             | The Good Parts                              |
| 2017 | All Night                        | Big Boi                                         | Boomiverse                                  |
| 2017 | What Happened to Love            | Wyclef Jean feat. LunchMoney Lewis e The Knocks | Carnival III: The Fall and Riseof a Refugee |
| 2017 | Buzzin                           | Alina Baraz                                     | /                                           |
| 2017 | Save It for You                  | Yo Gotti feat. Chris Brown                      | I Still Am                                  |
| 2017 | Who I Am                         | Maroon 5 feat. LunchMoney Lewis                 | Red Pill Blues                              |
| 2018 | I Don't Care                     | Snoop Dogg feat. LunchMoney Lewis               | 220 EP                                      |
| 2018 | Bandz                            | Blac Youngsta feat. LunchMoney Lewis e Yo Gotti | 2.23                                        |
| 2018 | Preacher Man                     | The Driver Era                                  | /                                           |
| 2018 | Familiar                         | Liam Payne e J Balvin                           | /                                           |
| 2018 | Must've Been                     | Chromeo feat. DRAM                              | Head Over Heels                             |
| 2018 | Unless It's With You             | Christina Aguilera                              | Liberation                                  |
| 2018 | Bed                              | Nicki Minaj feat. Ariana Grande                 | Queen                                       |
| 2018 | Don't Cry (feat. XXXTentacion)   | Lil Wayne                                       | Tha Carter V                                |
| 2018 | Can't Be Broken                  | Lil Wayne                                       | Tha Carter V                                |
| 2018 | Drip                             | City Girls                                      | Girl Code                                   |
| 2019 | Nobody Else                      | Backstreet Boys                                 | DNA                                         |
| 2019 | Foolish                          | Meghan Trainor                                  | The Love Train EP                           |
| 2020 | Tap In                           | Saweetie                                        | Pretty Bitch Music                          |
| 2021 | Asthma Pump                      | Tay Money e Flo Milli                           | /                                           |